# Tauno Suvanto
Tauno Suvanto (Tauno Johannes Suvanto; * 6. September 1924 in Turku; † 29. November 1974 ebenda) war ein finnischer Sprinter, der sich auf den 400-Meter-Lauf spezialisiert hatte.
Bei den Olympischen Spielen 1948 in London schied er über 400 m im Vorlauf aus und wurde Vierter in der 4-mal-400-Meter-Staffel.
Seine persönliche Bestzeit von 49,8 s stellte er 1948 auf.